# Ponape-Erdtaube
Die Ponape-Erdtaube (Pampusana kubaryi, Syn.: Alopecoenas kubaryi, Gallicolumba kubaryi), auch Karolinentaube genannt, ist eine Art der Taubenvögel. Sie kommt ausschließlich auf der Insel Pohnpei (bis 1990 Ponape genannt) und der Chuuk-Inselgruppe vor. Die Ponape-Erdtaube wird von der IUCN als stark gefährdet (endangered) eingestuft, weil ihr Verbreitungsgebiet sehr klein ist und die Bestandszahlen durch Waldrodungen und Jagd zurückgehen. Die Population wird insgesamt auf weniger als 1000 Individuen geschätzt.

## Erscheinungsbild
Die Ponape-Erdtaube erreicht eine Körperlänge von 26 Zentimetern. Sie ist damit etwas kleiner als eine Lachtaube, weist aber die charakteristische Körpergestalt der Erdtauben auf. Die Ponape-Erdtaube ähnelt der Jobitaube sehr stark. Sie hat jedoch etwas längere Beine als diese Art, die gleichfalls zur Gattung der Indopazifischen Erdtauben gehört.
Beim Männchen sind Kopf und Brust weiß. Der Hinterkopf, der Nacken sowie ein Strich hinter den Augen sind schwarz. Das übrige Körpergefieder ist schwarz. Der Mantel und die Flügeldecken weisen einen glänzenden rotbraunen Schimmer auf. Der Bauch ist schwarz. Der Schnabel ist tief dunkelgrau. Die Beine sind rot. Jungvögel sind dunkelbraun. Die Federn weisen bei ihnen noch orangebraune Säume auf.

## Lebensraum, Bestand und Lebensweise
Die Individuenzahl der Ponape-Erdtaube ist zumindest in historischer Zeit nie sehr hoch gewesen. Der Bestand der Ponape-Erdtaube wurde vor wenigen Jahren noch auf mehr als 1.000 Individuen geschätzt und galt als stabil. So betrug die Population auf Pohnpei 1983/1984 noch 841 Ponape-Erdtauben und auf Chuuk kamen im gleichen Zeitraum 294 Tauben dieser Art vor. Jüngere Populationsuntersuchungen zeigten dagegen einen signifikanten Populationsrückgang. Auf Pohnpei kommt die Art nur noch in Mangrovensümpfen vor.
Der präferierte Lebensraum auf Pohnpei sind eigentlich strauchbestandene Schluchten, Wälder des Tieflands und Mangroven. In den Wäldern des Landesinneren waren Ponape-Erdtauben von jeher selten. Die Ponape-Erdtaube lebt normalerweise einzelgängerisch. Ihre Nahrung sucht sie auf dem Boden. Das Gelege besteht aus nur einem Ei.